# August Wingårdh
Carl August Bernhard Wingårdh, född 7 mars 1860 i Helsingborg, död där 17 februari 1955, var en svensk företagsman, politiker och konsul. 

## Biografi

### Uppväxt och karriärens början

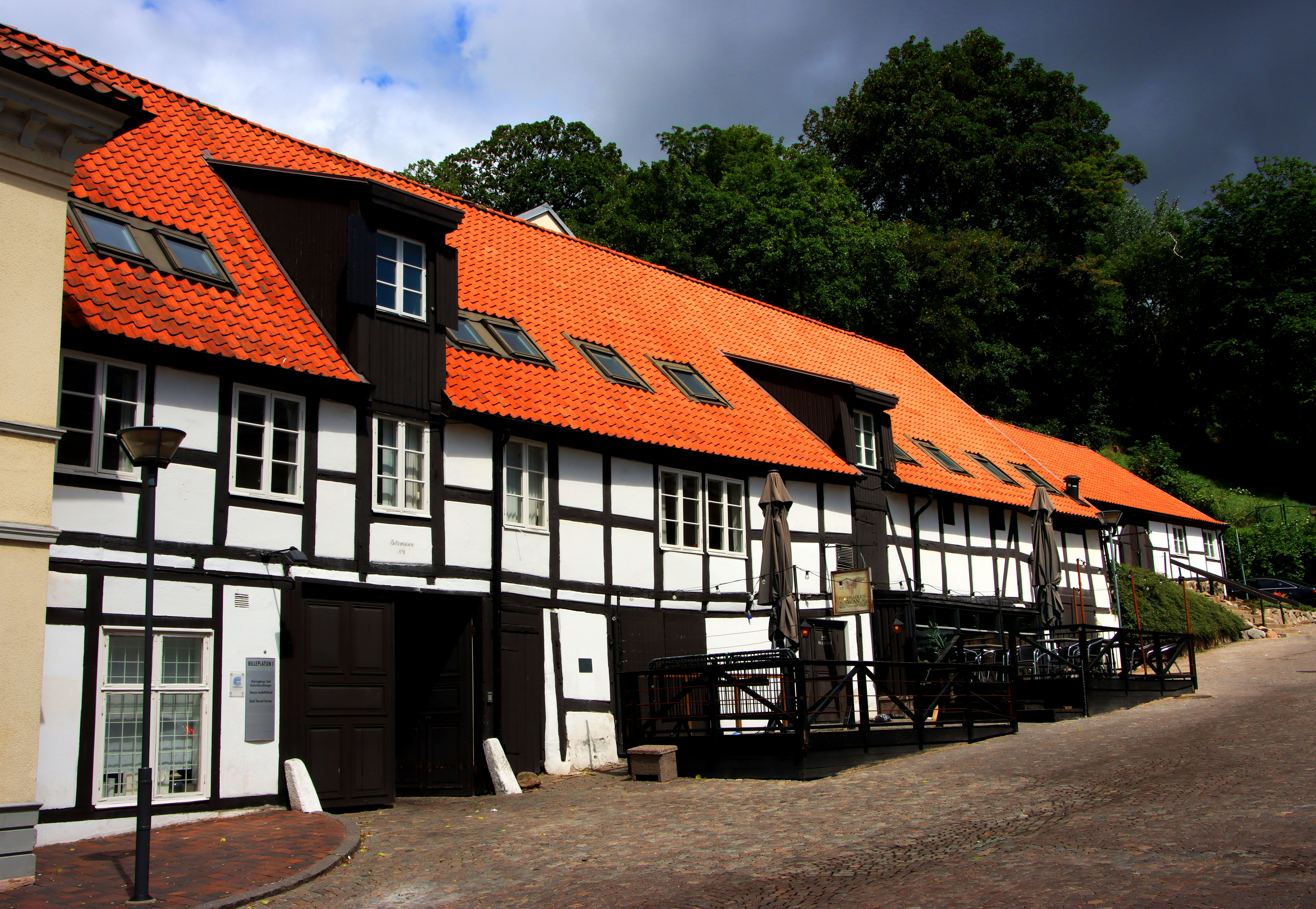
Den äldsta bevarade delen av den gamla handelsgård Wingård köpte 1884, numera benämnd Wingårdhska gården.

August Wingårdh föddes som son till bagaren Julius Wingårdh och hustrun Beata (född Henckel), som dock dog när August var sex år gammal. År 1869 gick fadern i konkurs och emigrerade. Från och med 1872 bodde August hos sin morbror, garvaren Axel B. Henckel. Vid 15 års ålder fick han anställning som bodbiträde hos handlaren I. M. Angelin på Södra Storgatan. Firman var en anrik affärsrörelse i staden, som hade bedrivits av konsul Johannes Hallberg sedan början av 1800-talet. Hos Angelin fick Wingårdh kost och logi, samt en blygsam lön. Anställningen skall dock istället ses som en utbildningsplats och snart innehade Wingårdh tjänsten som bokhållare. År 1884, då Wingårdh var 24 år, sade han upp sig från sin tjänst i handeln, som vid denna tid ägdes av Karl Knutsson. En vecka senare fick han dock ett erbjudande från ägaren av firman A & J Nelson, grosshandlare Johan Isac Nelson, att köpa upp sin tidigare arbetsgivares rörelse. Villkoret från Nelson var att denne skulle få köpa upp lagret till inköpspris. En kort tid därefter köpte Wingårdh även upp fastigheten som rörelsen inhystes i av konsulinnan Charlotta Hallberg. Köpesumman uppgick till 80 000 kronor. Rörelsens omsättning uppgick redan under det första året till den för den tiden ansenliga summan 200 000 kronor. År 1887 gifte sig August Wingårdh med sin kusin, Ella Henckel, alltså morbroderns dotter. Tillsammans fick de åtta barn.

### Utökad verksamhet
År 1891 valdes August Wingårdh in som styrelseledamot i det nybildade Helsingborgs cinders- och kalkfabriks AB, samtidigt som svärfadern Axel B. Henckel blev verkställande direktör. På grund av det dåvarande röstsystemet i allmänna val, där antalet röster stod i proportion till hur mycket skatt man betalade, förfogade Wingårdh över 100 röster i kommunalvalen och han började alltmer engagera sig i det politiska livet. År 1895 valdes han in som ledamot i drätselkammaren och året därefter som ledamot i stadsfullmäktige. Det året, 1896, byggde Wingårdh sommarbostaden Villa Ekeliden på stranden nedanför Sofiero slott. Handeln med kolonialvaror, fröer och gödningsmedel inom Wingårdhs företag hade vid slutet av 1800-talet nått en ansenlig omfattning. Han lär därför omorganisera rörelsen och 1897 omvandlades fröaffären till Helsingborgs Frökontor, medan gödningsaffären år 1899 blev Helsingborgs konstgödnings- och foderämnesaktiebolag, vilket han drev tillsammans med Gustaf Åberg. Wingårdh blev rörelsens verkställande direktör. Företaget importerade främst Langels Chemical Manure Company ltd:s konstgödsel.
Helsingborgs frökontor omvandlades 1902 till August Wingårdh AB. Målet med detta var att Wingårdh ville överta hela rörelsen. Firmans aktiekapital uppgick till lägst 250 000 kronor och högst 750 000. Samma år bildades AB Svenska Konstgödnings- och Svavelsyrefabrikerna i Malmö, där Wingårdh blev verkställande direktör. Tillsammans med Skånska Superfosfat- och Svafvelsyrefabriks AB i Helsingborg och Konstgödningsfabriks AB i Landskrona bildades år 1906 Skånska superfosfatfabrikernas försäljnings AB. Redan 1904 hade Wingårdh tillsammans med Åberg och Fredrik Stenkula utvecklat sin fröhandel genom bildandet av Skåne-Hallands Utsädes AB, med Wingårdh som styrelseordförande. Åren 1905-07 uppfördes etappvis en fabrik till företaget i kvarteret Apollo i Helsingborg, numera hem för Helsingborgs stadsarkiv. Utöver dessa företag grundade Wingårdh även Gullhögens bruk i Skövde, Malmö Oljeslageri, Happachs Såpfabriks AB och Erste Russische Superphosfatfabrik AG i Riga. Den senare leddes av sonen Jan Wingårdh, men beslagtogs av Sovjetunionen då de besatte baltstaterna 1940. Företagets aktiekapital hade år 1924 ökat till en miljon och omsättningen hade ökat 40 gånger jämfört med det första verksamhetsåret.

### Senare liv

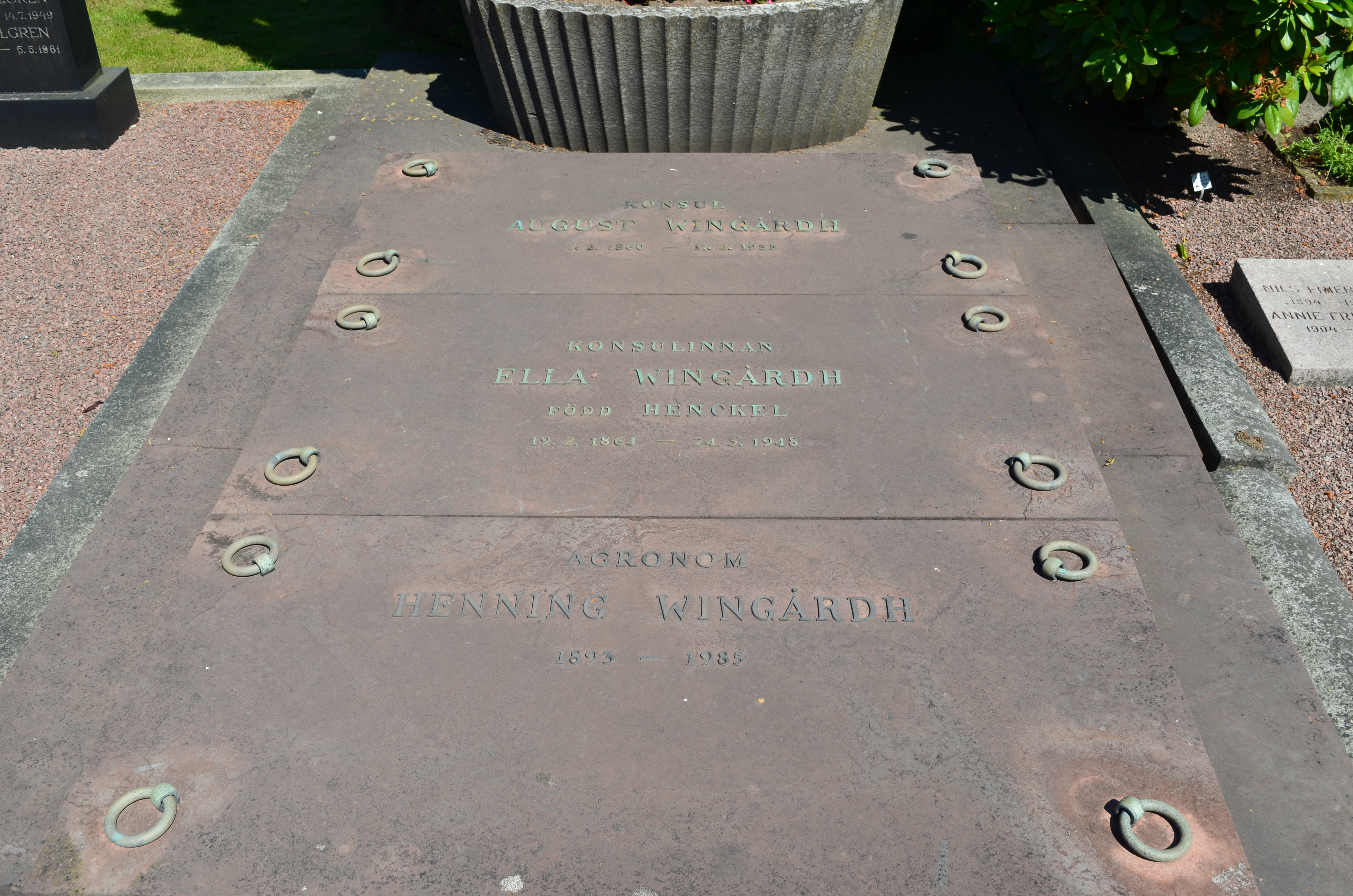
August Wingårdhs familjegrav på Donationskyrkogården i Helsingborg.

År 1909 utnämndes Wingårdh till kejserlig rysk vicekonsul och samma år köptes Villa Ekeliden upp av kronprinsparet Gustaf (VI) Adolf och Margareta, som ville skydda Sofieros utsikt mot Öresund, liksom det egna privatlivet. Byggnaden övergick efter detta till att bli hovmarskalkbyggnad. Som kompensation fick paret Wingårdh en ny och dubbelt så stor tomt något längre söderut. Där lät man bygga ett större bostadshus, Villa Solbacka, som stod klart för inflyttning 1910. År 1911 dubbades Wingårdh till riddare av Kungliga Vasaorden. 
Vid 60 års ålder började Wingårdh gradvis trappa ner sina olika engagemang. Han avgick som ledamot i landstinget samt de kommunala uppdragen i hamnbyggnadsstyrelsen, hamndirektionen och järnvägsrådet. År 1929 avgick han även som styrelseledamot i Helsingborgs köpmannaförening. Dock blev han vid 78 års ålder, 1938, vald till ordförande i Helsingborgs handelsförening.
Wingårdh dog 1955, två veckor och fyra dygn före sin 95-årsdag. Han överlevde både sin hustru, som dog 1948, och sönerna Gustaf och Erik, som båda dog 1953. Redan 1942 hade han arrangerat en gravkammare åt sig och sin hustru på Donationskyrkogården i Helsingborg, ritad av arkitekt Gustav W. Widmark. Innan hustrun dog hade de tillsammans skapat stiftelsen Ella och August Wingårdh stiftelse för hjälp åt obemedlade familjer med många barn genom en donation på 200 000 kronor. År 1949 tilldelades han, som en av de första, den nyinstiftade utmärkelsen Helsingborgsmedaljen.